# علی بن عیسی کحال
علی بن عیسی کحال چشم‌پزشک سده‌های یازدهم و دوازهم میلادی (چهارم و پنجم قمری) بود

## زندگی‌نامه
وی را در غرب به «ژزو هالی» می‌شناسند. محل تولدش بغداد است اما از تاریخ تولد وی اطلاعی در دست نیست. ابن ابی اصیبعه تاریخ وفاتش را سال ۴۳۰ ق ثبت کرده‌است. گویند علی بن عیسی مسیحی بوده‌است اما دلیل قانع کنندهای در این باره در دست نیست. نیز گفته‌اند به دنبال مشاجره با جاثلیق یوهانس از کلیسای نسطوری روی برگرداند و به کلیسای ملکایی پیوست. علی بن عیسی در بیمارستانی که عضدالدوله دیلمی در بغداد تأسیس کرده بود تدریس می‌کرد. وی را اغلب با عیسی بن علی طبیب متوکل عباسی اشتباه گرفته‌اند. او در چشمپزشکی، حاذق و نظرش مورد احترام همگان بود و در طی قرون وسطا بزرگترین چشم پزشک جهان اسلام بود. تذکره الکحالین او، در حکم کتاب قانون چشمپزشکی مسلمانان بود. علی بن عیسی با نگاشتن این کتاب در فصول فراوان و توصیف‌های مشروح، عمّار موصلی پزشک معاصر خود را تحت الشعاع قرار داد.
علی بن عیسی کحال نخستین کسی است که در عمل چشم از داروی بیهوشی استفاده کرد. اما هیچ جا به اینکه این کار ابداع خودش باشد اشارهای نکرده‌است. جز آنکه گفته‌است: «بیمار را در خواب کن که به او داروی بیهوش‌کننده بدهی مانند مهرگیاه و تریاک و از آن قبیل»
هیرشبرگ، محقق آلمانی، دربارهٔ علل خودداری علی بن عیسی از توضیح چگونگی بیهوش کردن بیماران معتقد است: «چنین امری می‌تواند دو علت داشته باشد: یا لازم نبوده چنین چیزی بگوید زیرا جراحان عصر او و محیط او این را می‌دانسته‌اند یا نمی‌خواسته آن را بگوید تا از سوء استفاده متقلبان جلوگیری کند.»
ابن ابی اصیبعه در عیون الانباء فی طبقات الاطباء آورده‌است: «علی بن عیسی کحال در ساخت سرمه و گرد چشم شهرتی بینظیر داشت. دیگران از سخنان او دربارهٔ بیماری‌های چشم و درمان آن پیروی کامل می‌کردند و هر کس می‌خواست سرمه و گرد چشم بسازد ناچار بود که از کتاب مشهور او، تذکره الکحالین، استفاده کند».

## آثار

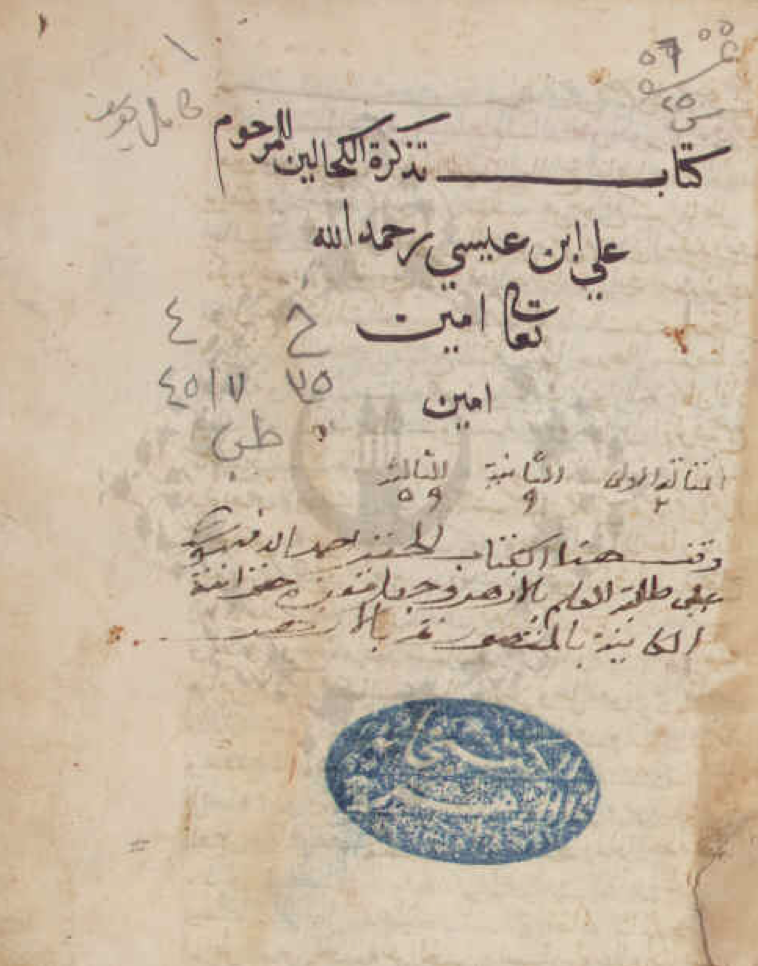
برگ نخست دست‌نوشته کتاب «» تذکره الکحالین (یادنامه چشم‌پزشکان)، نوشته علی بن عیسی.

اثر مهم طبی علی بن عیسی کتابی است به نام تذکره الکحالین که در سه کتاب (مقاله) و ۱۲۳ فصل تحریر یافته و در آن، همه بیماریهای چشم و درمان آنها و آرا و عقاید اطبای گذشته مطرح شده و از زمان تألیف تا سالها بعد مرجع عموم چشم پزشکان بوده‌است. مقاله اول این کتاب دربارهٔ کالبدشناسی و وظایف اعضای چشم؛ مقاله دوم دربارهٔ بیماری‌های چشم و درمان آنها؛ مقاله سوم دربارهٔ داروهای چشم و تشریح برخی از بیماریهایی است که حس نمی‌شود و نیز علایم و درمان آنها و پرهیز غذایی و مسائل عمومی چشمپزشکی و توصیف دقیق ۱۲ بیماری و مشخصات ۱۴۳ دارو و نسخه تهیه ۸۰۰ محلول ترکیبی درمان چشم.
دومیلی در کتاب خود العلم عند العرب می‌گوید: «کتاب علی بن عیسی کحال هنوز در اروپا از مراجع اصلی است و به همین جهت به زبانهای مختلف ترجمه شده‌است».
سارتون، علاوه بر تذکره الکحالین، دو اثر دیگر به نام‌های تشریح العین و منافع الحیوان به علی بن عیسی کحال نسبت داده‌است.

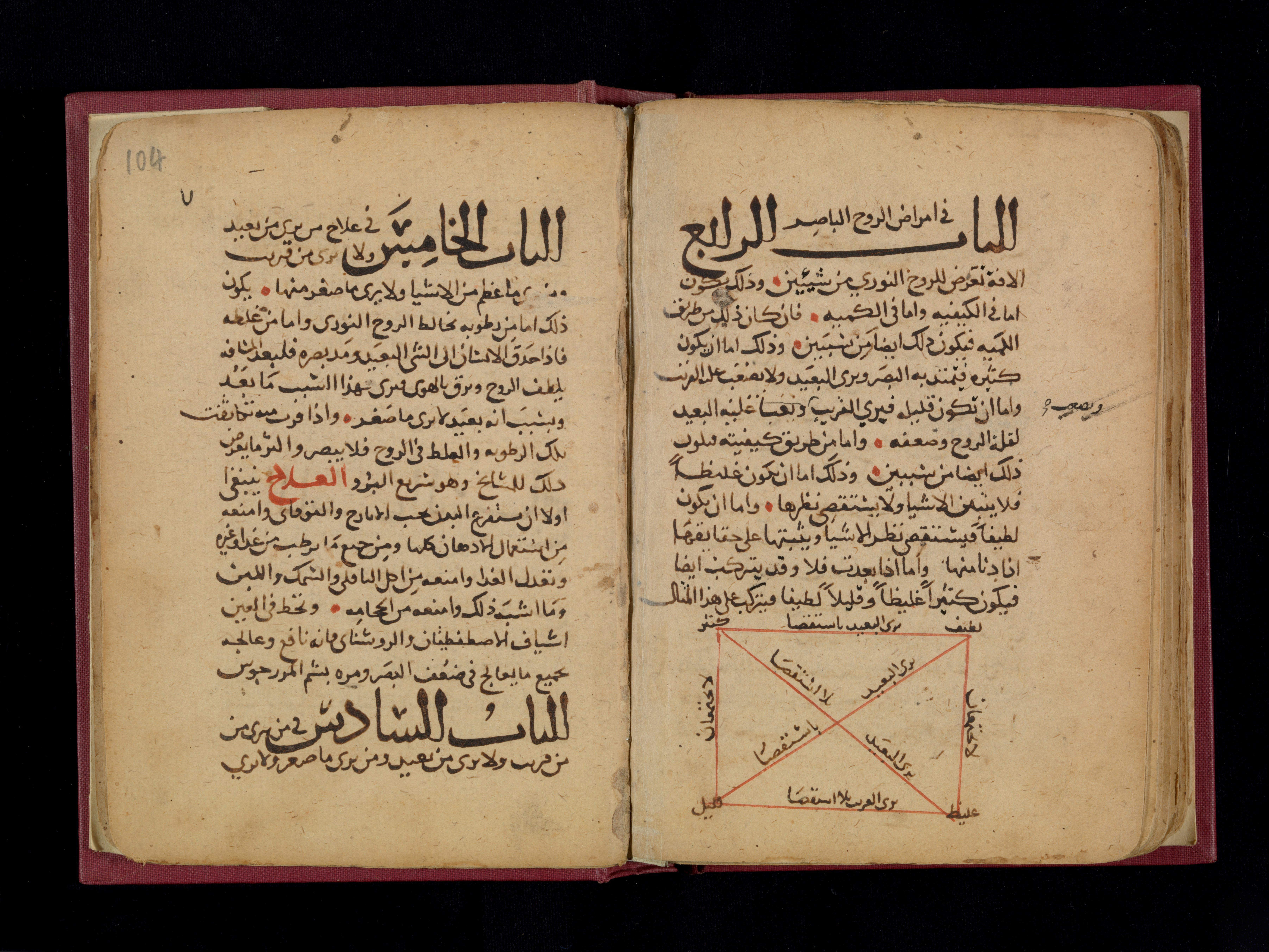
صفحه درونی کتاب تذکره کحالین

هیرشبرگ در کتاب چشم پزشکان عرب بنابر منابع و مآخذ می‌گوید: «طی ۸۰۰ سال پس از آن به ندرت کتابی درسی در زمینه چشمپزشکی نوشته شده که با کتاب او برابر یا از آن بهتر باشد. به هر تقدیر، اگر ترجمه‌های لاتینی زود هنگام آثار او مفیدتر بود و در نتیجه، انتشار بیشتری می‌یافت چشم پزشکی مغرب زمین در این دوران وضعی بهتر پیدا می‌کرد و بیشتر می‌توانست برای بشریت مفید باشد. بدیهی است که یک کتاب درسی چشم پزشکی بدون مدرسه و توضیح شفاهی مطالب و آموزش عملی سودی ندارد».

## ترجمه‌های اروپایی
متن کامل عربی این کتاب منتشر نشده‌است. فقط فصل‌های چهارم، دهم، یازدهم و چهل و پنجم آن به صورت تعلیقاتی بر تاریخچه درمان تراخم در عهد باستان و قرون وسطای اسلامی، نوشته ماکس مایرهوف، در نشریه «انجمن چشم پزشکان مصر»، شماره ۲۹، انتشار یافته‌است. وود، آن را به انگلیسی ترجمه کرده که با عنوان یادنامه‌ای در باب ده قرن چشمپزشکی برای استفاده چشم پزشکان جدید  منتشر شده‌است (شیکاگو، ۱۹۳۶). ترجمه آلمانی کتاب تذکره الکحالین به قلم هیرشبرگ، یولیوس لیپرت و اوژن میتووخ با عنوان چشم پزشکان عرب بنا بر منابع و مآخذ در دو جلد منتشر شده‌است (لایپزیک، ۱۹۰۵). بخش مربوط به علم تشریح آن را نیز امیر عارف ارسلان به فرانسوی ترجمه کرده که در نشریه «یانوس»، (شماره ۸، ۱۹۰۳) چاپ شده‌است.
طی قرون وسطا نیز چاپ‌های متعددی از ترجمه‌های لاتین این اثر منتشر شده‌است چنان‌که محققی به نام پانسیه رساله ای را در درمان چشم با عنوان مطالبی در باب ضعف چشم از یادداشتهای چشمپزشکی علی بن عیسی منتشر کرده‌است (پاریس ۱۹۰۳). این رساله علی بن عیسی، اثری است که بنا به گفته عدهای، بهترین رساله عربی در این موضوع است و به قول مایرهوف لازم بود تا قرن نوزدهم صبر کنیم تا به رساله ای بهتر از آن حتی در میان اروپاییان دست یابیم.